# Our Airline
Our Airline este o companie națională de transport aerian din Nauru.